# Riadh Bouazizi
Riadh Ben Khemais Bouazizi (Biserta, 8 aprile 1973) è un ex calciatore tunisino, di ruolo difensore o centrocampista.

## Carriera

### Nazionale
Con la nazionale tunisina ha disputato 83 partite e vinto la Coppa d'Africa 2004.

## Palmarès

### Club

#### Competizioni nazionali
- Campionato tunisino: 1

Etoile du Sahel: 1996-1997
- Coppa di Tunisia: 1

Etoile du Sahel: 1995-1996

#### Competizioni internazionali
- Coppa delle Coppe CAF: 1

Etoile du Sahel: 1996-1997
- Coppa CAF: 1

Etoile du Sahel: 1998-1999
- Supercoppa CAF: 1

Etoile du Sahel: 1999

### Nazionale
- Coppa d'Africa: 1

2004